# Lejonet av Juda
| Lejonet av Juda |
| --- |
| Rastafari-flagga (en bearbetning av den etiopiska imperieflaggan under Haile Selassies styre) med ett lejon. - Betydelse: Kristen benämning på Kristus/Messias. - Bakgrund: Uppenbarelseboken 5:5 (m.fl. bibelpassager). - Övrig användning: I valspråket hos Menelik II och Haile Selassie (använt av rastafari-rörelsen). |

Lejonet av Juda, Davids rotskott, är en kristen benämning på Kristus/Messias i Uppenbarelseboken (5:5). Den har även kommit att associeras med Haile Selassie, på grund av dennes officiella valspråk.

## Bakgrund och användning

### Antik och biblisk symbol
Symbolen är förmodligen i sin allra tidigaste variant fornegyptisk, men följde med då israeliterna (det hebreiska folket) utvandrade eller flydde från Egypten och blev ett dominerande inslag i historieböckerna. Lejonet av Juda nämns också i Första Mosebok (49:8-10) i Gamla Testamentet:
| ” | Juda, dig prisar dina bröder, du slår dina fiender på flykten. Din faders söner bugar sig för dig. Ett ungt lejon är Juda. Du reser dig upp från ditt byte, min son. Han lägger sig ner och vilar som ett lejon, ett lejon som ingen vågar störa. Spiran skall förbli hos Juda, härskarstaven i hans hand. En gång skall han motta tribut och folken tvingas till lydnad. | „ |

I Johannes uppenbarelse kan också finnas en referens till Fjärde Mosebok 24:7-9.
Syftningen i Uppenbarelseboken 5:5 är på Kristus. Anspelningen relaterar också till Jakobs välsignelse i Första Mosebok 49:9, liksom på Jesaja 11:1. De här bibelpassagerna har kopplingar till en tanke att en ”smord” (Messias) skulle födas av Davids släkt. 
| ”                       | Se, han har segrat, lejonet av Juda stam, skottet från Davids rot | „ |
| – Uppenbarelseboken 5:5 |                                                                   |   |

Kung David stammar från Judas hus och lejonet anses omväxlande symbolisera judisk styrka eller Gud. Lejonet är ett av det judiska folkets mest populära och folkloristiska symboler och används bland annat i Jerusalems stadsemblem.
Några kristna organisationer och samfund använder också Lejonet av Juda som emblem eller som en del av deras namn.

### Etiopisk symbol
Symbolen finns även hos rastafarirörelsen, som hyllar Etiopiens kejsare Haile Selassie – bättre känd som just Lejonet av Juda – som en inkarnation av Gud (Jah).
Vid trontillträdet antog Haile Selassie ett valspråk inkluderande frasen Moa Anbessa Ze Imnegede Yehuda, "Det segrande lejonet av Juda stam". Valspråket var identisk med föregångaren Minilik II, men frasen kom i översättning att uppfattas som del av den officiella titulaturen. Valspråket var i sig inspirerat av det etiopiske ledarens roll som kristet statsöverhuvud.

### Heraldik
Lejonet är en vanlig symbol inom heraldiken. Judas lejon som liggande eller stående på alla fyra tassarna återfinns i till exempel Englands nationsvapen.